# Maria dos Santos Machado
Maria dos Santos Machado, pseudónimo de clandestinidade Rubina (Vila da Calheta, 25 de Fevereiro de 1890 – Amadora, 4 de Outubro de 1958) foi uma professora primária e política revolucionária comunista, feminista e anti-fascista portuguesa, militante do Partido Comunista Português. Uma das primeiras mulheres a ser funcionária clandestina do PCP, será presa por motivos políticos pelo regime do Estado Novo por quatro vezes.

## Biografia

### Juventude
Filha de Bartolomeu Silveira Lucas Machado e de Maria dos Santos Teixeira, casal açoreano de condição social privilegiada, Maria dos Santos Machado nasce em 1890 na Vila da Calheta, na Ilha de São Jorge, nos Açores, onde viverá até ao início da década de 1930. Tendo-lhe a sua origem proporcionado acesso a um grau de educação ao qual à época só uma minoria poderia aspirar, obtém qualificações para trabalhar como professora primária. Nessa qualidade procurará implementar na ilha de São Jorge o método pedagógico vanguardista conhecido como Escola ativa, que pautará todo o seu trabalho como professora. Confrontada com a falta de material pedagógico, cria uma biblioteca para os alunos, aberta à população geral. Ambicionando um alargar de horizontes, muda-se para Lisboa, onde obtém colocação na Escola primária nº 97.

### Vida em Lisboa
Em Lisboa, no início da década de 1930, torna-se militante do Socorro Vermelho Internacional, organização da Internacional Comunista, e do Partido Comunista Português. Sob o pseudónimo "Rubina" escreve em 1935 no jornal Avante! dois textos intitulados "Tribuna Feminina" destinados às mulheres portuguesas. Entre 1935 e 1936 é uma das fundadoras da Associação Feminina Portuguesa para a Paz. Adere à causa do esperantismo tornando-se mesmo professora de português na Liga dos Esperantistas Ocidentais. Tais atividades levam a Polícia de Vigilância e Defesa do Estado a iniciar a vigilância da sua atividade e pouco tempo depois, tendo o Esperanto sido proibido pelo regime do Estado Novo, a detê-la, entre 1 de Agosto e 12 de Dezembro de 1936. 
Em liberdade, Maria dos Santos Machado funda uma biblioteca em Algés e dinamiza a criação de uma escola caridosa para os filhos dos operários ferroviários de Campolide, iniciativas que o regime do Estado Novo irá ordenar sejam encerradas, decretando a expulsão de Maria dos Santos Machado do sistema de ensino e proibindo-a de ensinar qualquer pessoa, mesmo que gratuitamente.
Cada vez mais convicta dos seus ideais, é responsável pela adesão ao Partido Comunista Português de inúmeros militantes, entre eles o empregado de escritório Vítor Rafael Ferreira que em 1937 seria o responsável pela tarefa de assegurar o correio entre os dirigentes do PCP na clandestinidade. Em Maio desse ano consegue autorização para visitar a família nos Açores, regresso a casa que ocorre sob vigilância policial permanente. Regressa ao continente e vai para Coimbra, onde passará a ir regularmente para participar de actividades subversivas ligadas à fundação e subsequentes atividades do Núcleo Manuel dos Santos, uma organização de apoio regional à Frente Popular Portuguesa.

### Ida para Paris
Exercendo funções no Comité da Frente Popular Portuguesa, na qualidade de delegada representante do Partido Comunista Português junto do Partido Comunista Francês, Maria dos Santos Machado consegue passar clandestinamente a fronteira em 1938 para ir para Paris, onde passa a garantir a ligação permanente entre as organizações anti-fascistas em Portugal, como o Bloco Académico Antifascista, e os dirigentes comunistas exilados. Entre eles Fernando Piteira Santos e Manuel dos Santos, com os quais troca a correspondência codificada, ou Manuel Domingues, histórico dirigente internacional do PCP e da Internacional Comunista, além de Francisco de Paula Oliveira, que chegará à cidade em Maio de 1938, após a sua fuga da Cadeia do Aljube, e dirigirá a partir de Paris a acção comunista portuguesa durante um curto espaço de tempo.
Desenvolvendo trabalho de ligação também com o Partido Comunista de Espanha, Maria dos Santos Machado será também o contacto de Jofre Amaral Nogueira, sendo através desta que este receberá a 30 de Maio de 1938 autorização de Henri Lefebvre para traduzir e publicar no jornal Sol Nascente a série de artigos da Nouvelle Revue Française intitulados “Que é a dialéctica?”. Havendo a intenção de que Maria dos Santos Machado retomasse o seu trabalho de professora primária na Federação Portuguesa dos Emigrados em França, tal acaba por não acontecer. Ficará em Paris até 1942.

### Redação do Avante!
A reorganização do PCP de 1942 coordenada por Júlio Fogaça traz Maria dos Santos Machado de volta a Portugal. Torna-se uma das primeiras mulheres a passar à clandestinidade como funcionária do PCP. É convidada para se encarregar de uma das tipografias clandestinas onde é impresso o jornal Avante!, tarefa de desempenhará de forma dedicada e rigorosa ininterruptamente durante 4 anos e três meses nos quais será responsável pela composição e impressão de 81 números consecutivos do jornal.
A tipografia clandestina do PCP a cargo de Maria dos Santos Machado no lugar do Barqueiro, freguesia de Maçãs de Caminho, Alvaiázere, será descoberta por acaso a 4 de Novembro de 1945 pela Guarda Nacional Republicana, quando esta procurava um bando de assaltantes. A argúcia, calma e espírito de sacrifício de Maria dos Santos Machado farão com que esta decida não fugir para poder queimar durante a chegada da guarda todos os documentos comprometedores e, deixando-se prender, proporcionar a fuga dos dois tipógrafos, os militantes comunistas José Augusto da Silva Martins e Máximo Joaquim Justino Alves, que diz aos guardas serem seu filho e seu sobrinho e encarrega de irem buscar quem a pudesse identificar.

### Prisões
Levada para o posto da Guarda Nacional Republicana, Maria dos Santos Machado terá usado o tempo até à chegada, três dias depois, dos agentes da Polícia Internacional e de Defesa do Estado para, de acordo com testemunhas, informar os soldados presentes na esquadra de todos os crimes do Estado Novo. Interrogada pela PIDE durante 4 horas, segundo relatório ter-se-á recusado a prestar declarações sob a justificação de ser esse o dever de um comunista e por respeito por si mesma. O seu silêncio levará o II Congresso Ilegal do PCP, em 1946, a fazer-lhe no seu encerramento uma saudação especial de louvor. Ao mesmo tempo Maria dos Santos Machado estará a ser mantida em isolamento na Prisão de Caxias, torturada, e condenada a vinte e dois meses de cadeia por motivos políticos.
É contudo libertada no ano seguinte, a 31 de Agosto de 1947. Impossibilitada de retomar a clandestinidade por razões de saúde, mas ainda proibida de trabalhar como professora, emprega-se como governanta de uma casa de uma família privilegiada e tece tapetes de Arraiolos como forma de sobreviver, enquanto continua clandestinamente a dar aulas gratuitas de alfabetização e cultura geral a trabalhadores.
Volta a ser presa "para averiguações" em Dezembro de 1953, juntamente com todos os membros da família amiga que hospedara Maria dos Santos Machado em sua casa na Rua da Palma em Lisboa após esta ter partido uma perna e estando incapacitada de caminhar. Durante esta detenção, a imobilidade forçada de Maria dos Santos Machado obriga a polícia política a algum aparato. Os agentes da PIDE são forçados a colocá-la numa padiola na qual é vista pela multidão atraída pela cena, saindo do prédio aos ombros de dois agentes da PIDE, do alto dos quais terá gritado: "Somos antifascistas! Estamos a ser presos pela PIDE!". Presa na Cadeia de Caxias, será libertada em Janeiro de 1954. 
Seria ainda arbitrariamente presa uma quarta vez meses depois, a 14 de Abril de 1954, já com 64 anos, acusada de auxiliar presos políticos e de pertencer à Comissão de Amnistia que se batia pela sua libertação. Ficará presa por dois anos por motivos políticos, de novo na Prisão de Caxias, onde será a certa altura castigada com um mês sem direito a correspondência por ter escrito ao Director uma mensagem deliberadamente ofensiva. É libertada a 6 de Outubro de 1956.

### Fim da Vida
Com dificuldade em encontrar emprego legal e com a saúde inevitavelmente comprometida pelos maus tratos, pela insalubridade e pelas privações alimentares dos encarceramentos de que foi vítima,  Maria dos Santos Machado vive num quarto alugado. Quarto cuja senhoria será pressionada pela Polícia Internacional e de Defesa do Estado a não arrendar a Maria dos Santos Machado sob o pretexto desta ser comunista, o que resulta no seu despejo por medo de represálias. Incapaz de executar o despejo por não ter qualquer motivo de queixa, a senhoria, espírita, dirá a Maria dos Santos Machado que o espírito de António José de Almeida a visitou para avisar que esta corria risco naquela casa e que deveria partir.
Maria dos Santos Machado, a quem o médico receitara repouso absoluto, fará as malas e será encontrada exausta pelos militantes comunistas que vêm auxiliar a sua mudança. Viverá pouco tempo depois entre azinhagas e becos. Consciente da sua fragilidade física, faz um testamento no qual deixa ao PCP todos os seus bens. Morrerá de ataque cardíaco fulminante enquanto caminhava nas ruas da Amadora em busca de alojamento onde pernoitar, a 4 de Outubro de 1958. O seu funeral, no cemitério do Lumiar, foi vigiado pela PIDE, em busca de militantes comunistas e anti-fascistas na clandestinidade.

## Legado
O dramaturgo Leandro Vale escreveu a peça "Rubina", cujo nome é o pseudónimo de Maria dos Santos Machado na clandestinidade.
De acordo com a investigadora Teresa Fonseca, no contexto da Reforma Agrária foi criada no lugar de Fazendas do Cortiço, freguesia de Nossa Senhora do Bispo, concelho de Montemor-o-Novo, uma unidade coletiva de produção que existiu até 1991 chamada, em sua homenagem, Maria Machado.
O seu nome foi dado a ruas nas cidades de Almada, Amadora, na freguesia de Santo António da Charneca no Barreiro, na freguesia de São Domingos de Rana em Cascais e na freguesia de São João da Talha em Loures.